# Arrondissement Soignies
Arrondissement Soignies (francouzsky: Arrondissement de Soignies; nizozemsky: Arrondissement Zinnik) je jeden ze sedmi arrondissementů (okresů) v provincii Henegavsko v Belgii.
Obec Lessines náleží k soudnímu okresu Tournai a zbylé obce patří k soudnímu okresu Mons.

## Obyvatelstvo
Počet obyvatel k 1. lednu 2017 činil 189 800 obyvatel. Rozloha okresu činí 418,8 km².

## Obce
Okres Soignies sestává z těchto obcí:
- Braine-le-Comte
- Ecaussinnes
- Enghien
- La Louvière
- Le Roeulx
- Lessines
- Silly
- Soignies